# Portret van Romaine Lacaux
Het portret van Romaine Lacaux (Frans: Portrait de Romaine Lacaux) is een schilderij van Pierre-Auguste Renoir uit 1864. Het is waarschijnlijk het oudst bewaard gebleven gesigneerde werk van deze Franse meester. Sinds 1942 maakt het deel uit van de collectie van het Cleveland Museum of Art.

## Voorstelling
Romaine Lacaux (1855 - 1918) was het tweede kind van de Parijse porseleinfabrikant Paul-Adolphe Lacaux. Renoir, afkomstig uit Limoges, beroemd om zijn porselein, had als tiener zijn brood verdiend met het beschilderen van servies. Kennissen uit die tijd hebben hem waarschijnlijk in contact gebracht met Lacaux, die de schilder een van zijn eerste opdrachten gaf. Renoir kon dat goed gebruiken, omdat hij in het begin van zijn carrière voortdurend in geldnood zat. Het is niet met zekerheid te zeggen waar het portret is geschilderd. Zowel het woonhuis van de familie Lacaux aan de Rue de la Roquette in het elfde arrondissement als Barbizon, waar de familie en de schilder in de zomer van 1864 verbleven, worden als mogelijkheid genoemd.
Renoir liet zich inspireren door een portret in het Louvre van infante Margaretha van Diego Velázquez. Hij probeerde het naturalisme van de Spaanse schilder te evenaren, zonder daarbij diens sombere palet over te nemen. Gedurende zijn hele loopbaan zou Renoir zijn voorliefde voor het delicate kleurgebruik van de rococo trouw blijven. Het zeer fijn geschilderde gezicht van Romaine Lacaux is hier een sprekend voorbeeld van. Hoewel enkele elementen, zoals de stoel, minder geslaagd zijn, heeft het schilderij als geheel een frisse uitstraling, die Renoir in de andere portretten uit zijn beginperiode niet zou weten te overtreffen.

## Herkomst
- in bezit van de familie Lacaux, Parijs
- in bezit van Edmond Decap, Parijs
- nagelaten aan Maurice Barret-Decap, Biarritz
- 12 december 1929: verkocht aan Roger Bernheim, Parijs voor 330.000 frank
- rond 1941: in bezit van de kunsthandel Jacques Seligmann & Co., New York
- 1942: schenking van het Hanna Fund aan het Cleveland Museum of Art

## Afbeeldingen

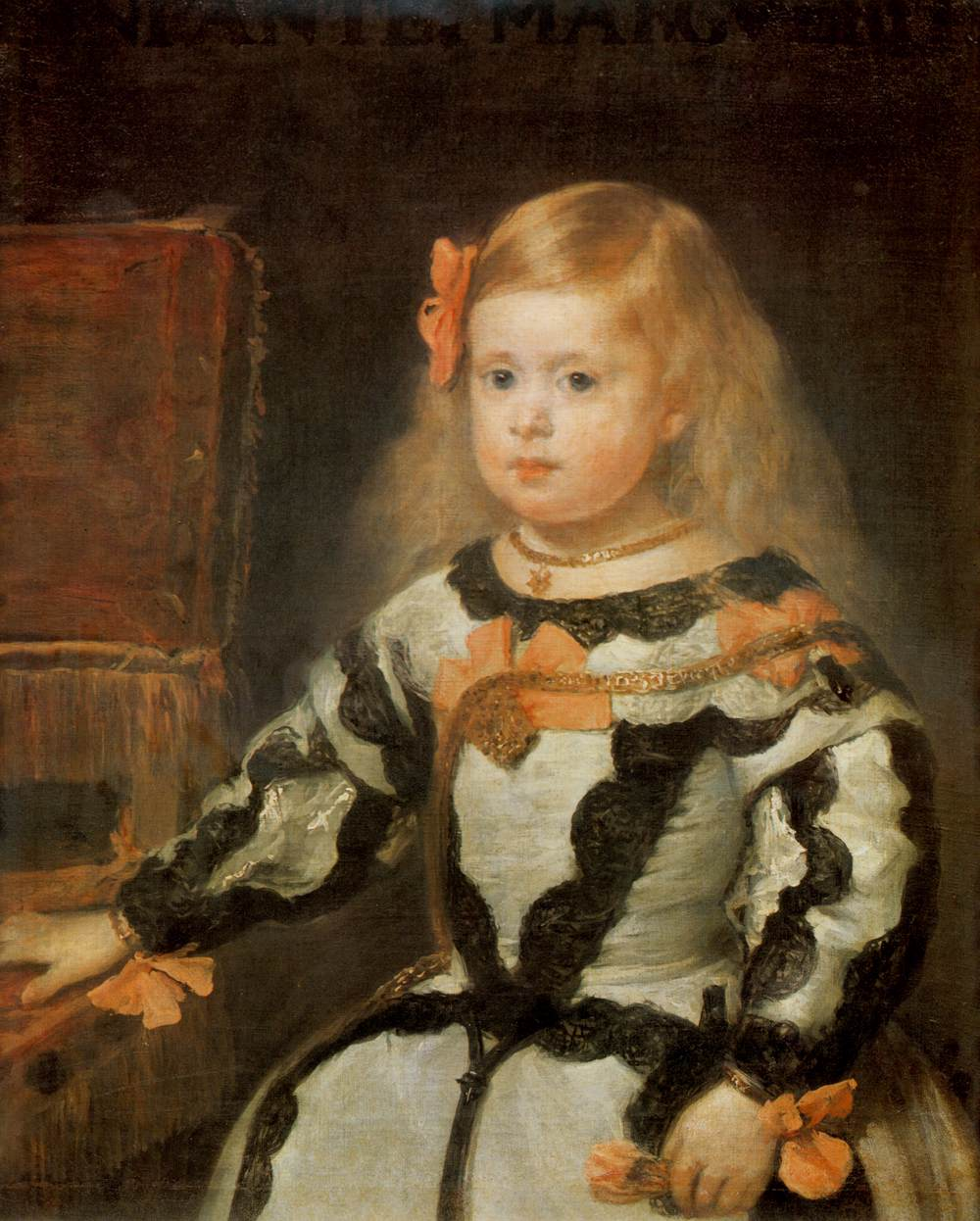
Portret van infante Margaretha - Diego Velázquez